# هفتاد و یکمین مراسم گلدن گلوب
هفتاد و یکمین مراسم گلدن گلوب برای پاسداشت برترین فیلم‌های سینمایی و مجموعه‌های تلویزیونی در سال ۲۰۱۳، در هتل بورلی هیلتون در بورلی هیلز، کالیفرنیا در تاریخ ۱۲ ژانویه ۲۰۱۳ (۲۲ دی ۱۳۹۱) برگزار و از شبکه ان‌بی‌سی به صورت زنده پخش شد. جایزه سسیل بی دمیل به پاس یک عمر فعالیت هنری به وودی آلن تقدیم شد. تینا فی و امی پولر به مانند سال قبل، مجریان مراسم هستند.
نامزدهای جوایز، طی برنامه‌ای در ۱۲ دسامبر ۲۰۱۳ توسط عزیز انصاری، زویی سالدانا و اولیویا وایلد معرفی شدند.
تهیه‌کنندگی این برنامه بر عهده دیک کلارک پروداکشنز و انجمن خبرنگاران خارجی هالیوود است.

## زمان‌بندی
| تاریخ          | مهلت                                                                                        |
| -------------- | ------------------------------------------------------------------------------------------- |
| ۱ نوامبر ۲۰۱۲  | مهلت پایانی برای ثبت مدخل در جوایز گلدن گلاب                                                |
| ۲۷ نوامبر ۲۰۱۲ | مهلت پایانی برای ارسال نامه الکترونیکی شامل تمام نامزدها به اعضای انجمن از سوی ارنست و یانگ |
| ۴ دسامبر ۲۰۱۲  | آخرین زمان نمایش برای فیلم‌ها                                                                |
| ۷ دسامبر ۲۰۱۲  | تاریخ نهایی برای برگزاری کنفرانس خبری فیلم‌ها                                                |
| ۹ دسامبر ۲۰۱۲  | تاریخ پایانی برای دریافت رسید نامزدی توسط ارنست و یانگ                                      |
| ۱۲ دسامبر ۲۰۱۲ | اعلام زنده اسامی نامزدها در ساعت ۸ صبح به وقت شرقی/۵ صبح به وقت غربی                        |
| ۲۳ دسامبر ۲۰۱۲ | آرا نهایی به تمام اعضای انجمن ارسال می‌شود                                                   |
| ۸ ژانویه ۲۰۱۳  | مهلت نهایی برای دریافت رسید آرا به ارنست و یانگ                                             |
| ۱۲ ژانویه ۲۰۱۳ | پخش زنده مراسم توسط شبکه ان‌بی‌سی در ساعت ۸ عصر پخش شد.                                       |

منبع:

## نامزدها و برندگان

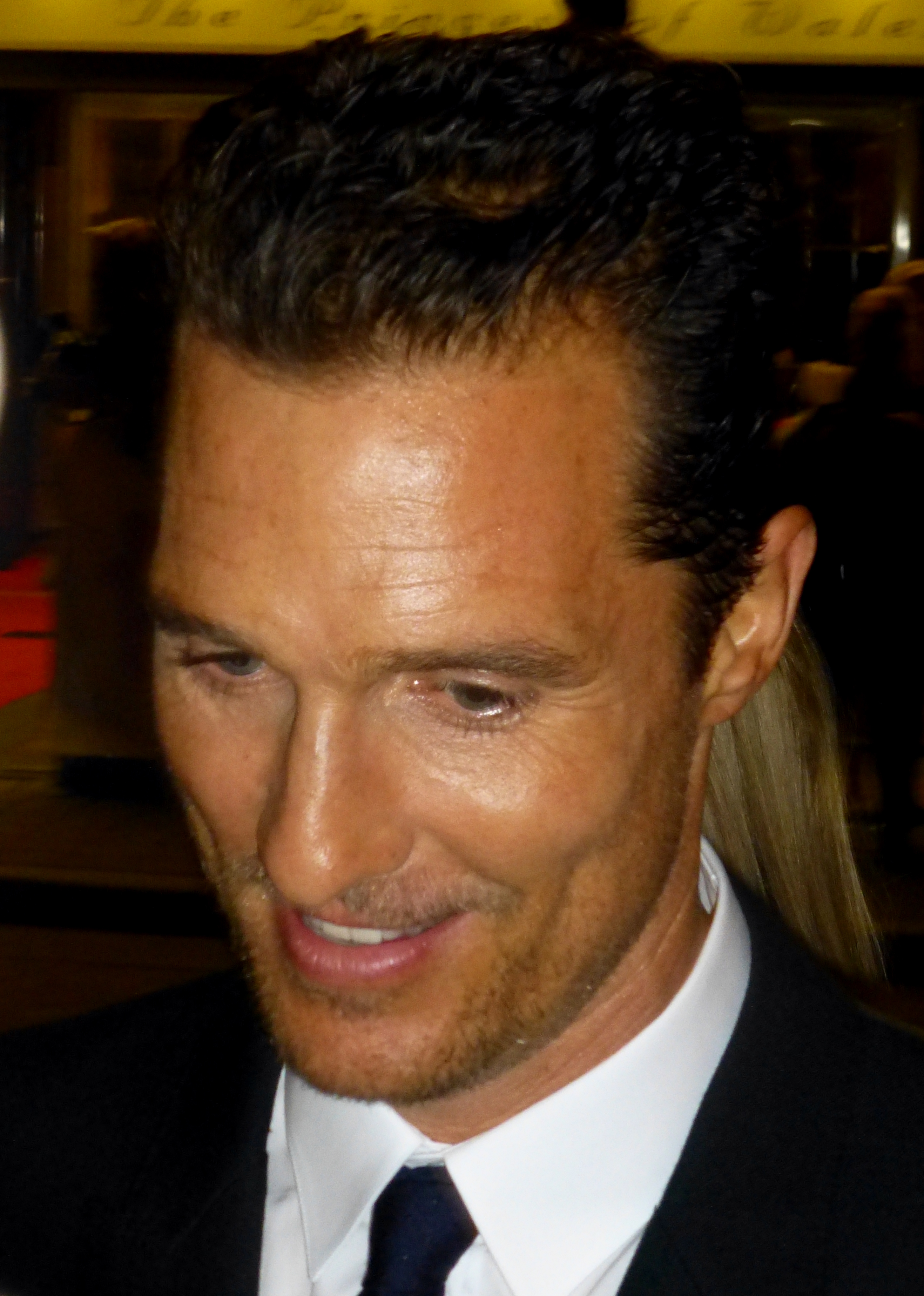
متیو مک‌کانهی، برندهٔ بهترین بازیگر مرد در فیلم - درام

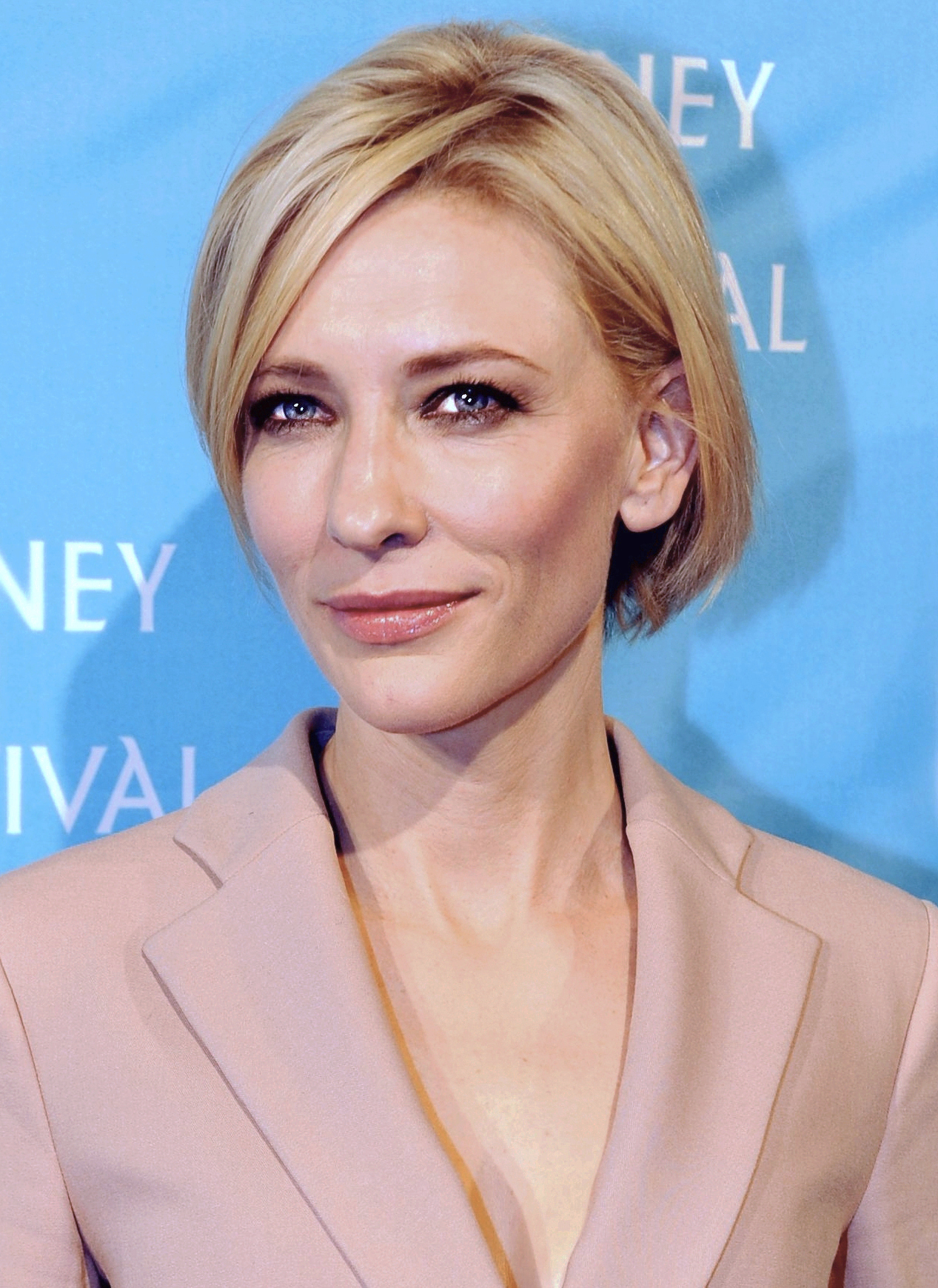
کیت بلانشت، برندهٔ بهترین بازیگر زن در فیلم - درام

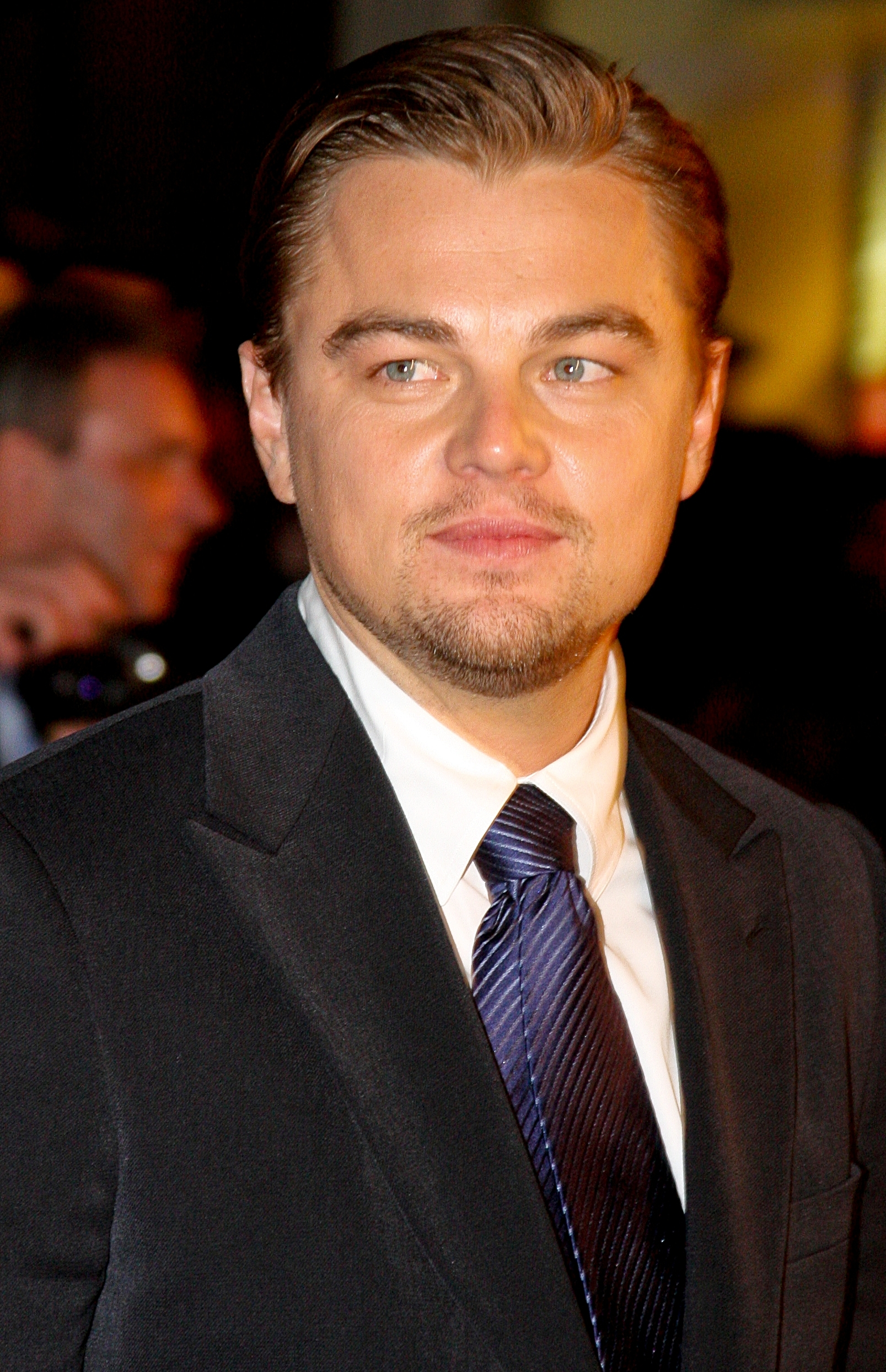
لئوناردو دیکاپریو، برنده‌د بهترین بازیگر مرد در فیلم- موزیکال یا کمدی

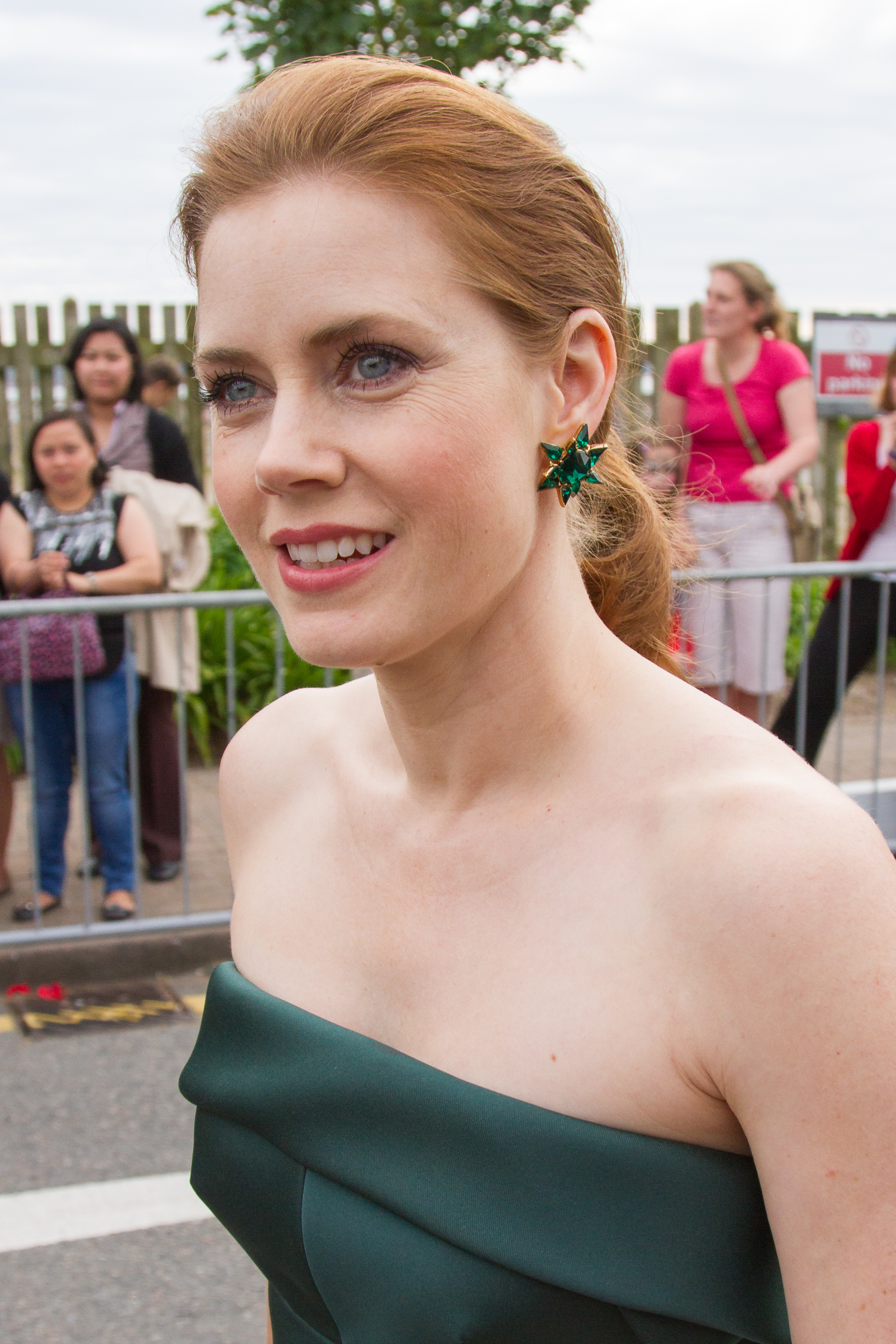
ایمی آدامز، برنده بهترین بازیگر زن در فیلم - موزیکال یا کمدی

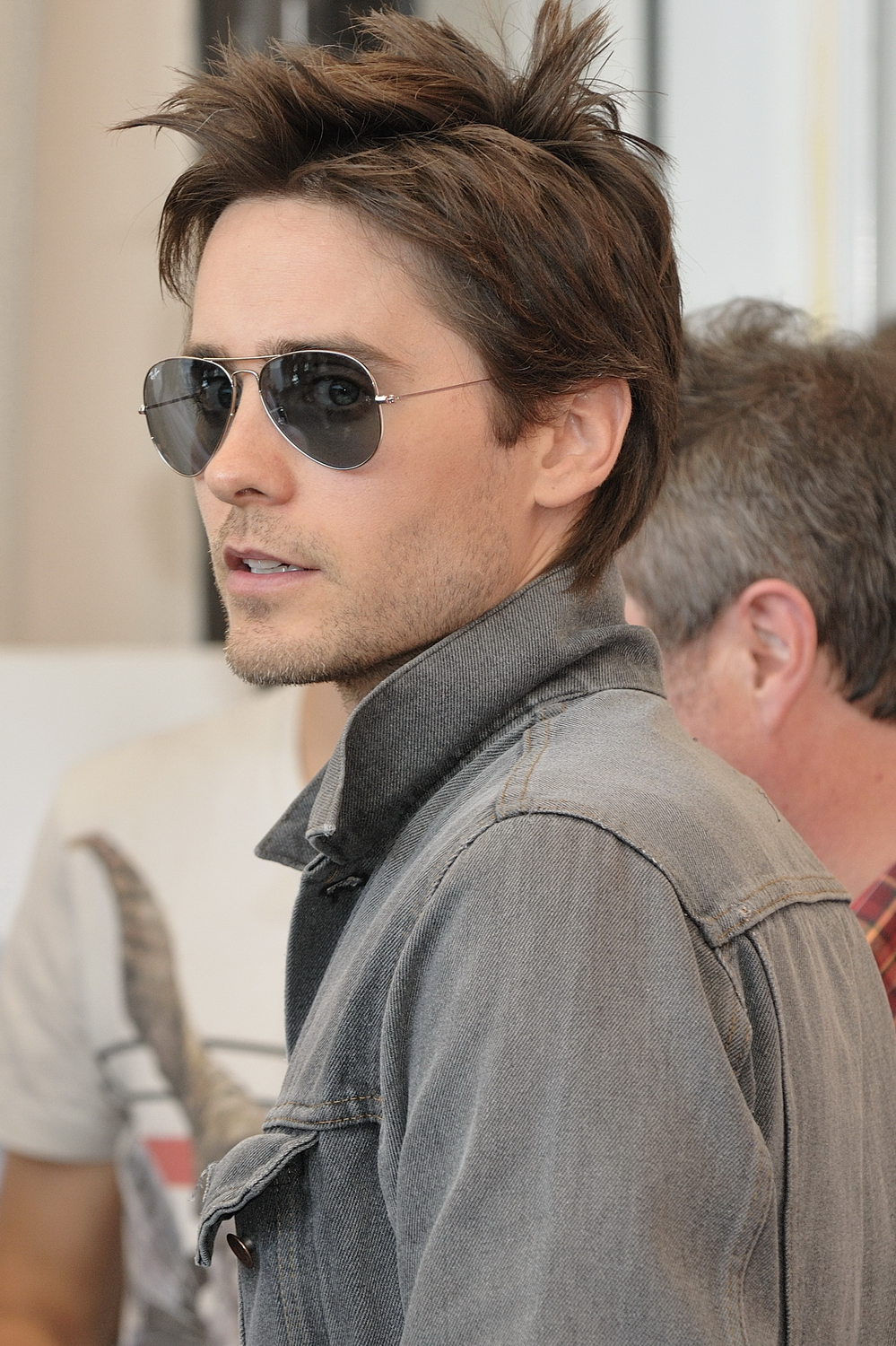
جرد لتو، برنده بهترین بازیگر مردِ مکمل

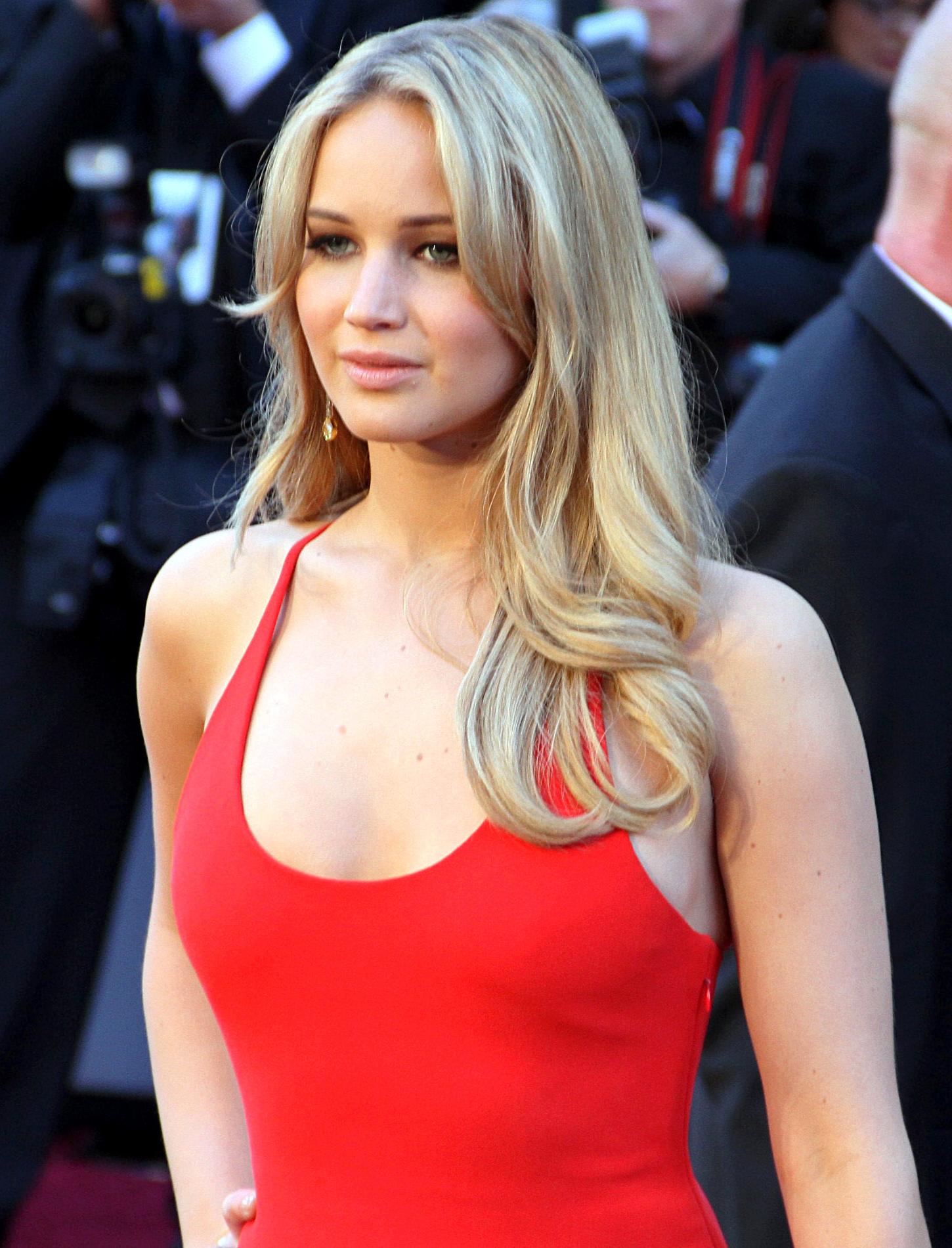
جنیفر لاورنس، برندهٔ بازیگر مکمل

نامزدهایِ هفتاد و یکمین دورهٔ مراسم به شرح زیر است.

### فیلم
| بهترین فیلم | بهترین فیلم |
| درام | موزیکال یا کمدی |
| --- | --- |
| - «دوازده سال یک برده» - «کاپیتان فیلیپس» - «جاذبه» - «فیلومنا» - «شتاب» | - «اخاذی آمریکایی» - «او» - «درون لوئلین دیویس» - «نبراسکا» - «گرگ وال استریت» |
| بهترین اجرای فیلم - درام | |
| بهترین بازیگر مرد | بهترین بازیگر زن |
| - متیو مک‌کانهی- «باشگاه خریداران دالاس» در نقش «ران وودروف» - چیوتل اجیوفور- «دوازده سال یک برده» در نقشِ سلیمان نورثاپ - ادریس البا- «ماندلا: راه طولانی به آزادی» در نقش نلسون ماندلا - تام هنکس- «کاپیتان فیلیپس» در نقش کاپیتان ریچارد فیلیپس - رابرت ردفورد- «همه چیز از دست رفته» در نقشِ اور مَن | - کیت بلانشت – «یاسمن آبی» در نقشِ جنت «یاسمن» فرانسیس - ساندرا بولاک – «چاذبه» در نقش دکتر رایان استون - جودی دنچ – «فیلومنا» در نقشِ فیلومنا لیی - اما تامپسون – «نجات آقای بنکس» در تقشِ پی ال تراوز - کیت وینسلت – «روز کارگر» در نقشِ آدل ویلر                                                                                                   |
| بهترین اجرای فیلم - موزیکال یا کمدی | |
| بهترین بازیگر مرد | بهترین بازیگر زن |
| - لئوناردو دی‌کاپریو – «گرگ وال استریت» در تقش «جردن بلفورد» - کریستین بیل – «اخاذی آمریکایی» در نقشِ اروین روزنفیلد - بروس درن – «نبراسکا» در نقشِ وودی گرانت - اسکار ایزاک – «درون لوئلین دیویس» در نقشِ لوئلین دیویس - خواکین فینیکس – «او» در نقشِ تئودور تومبلی                                      | - امی آدامز– «اخاذی آمریکایی» در نقشِ سیدنی پروسر - ژولی دلپی– «پیش از نیمه‌شب» در نقشِ سلین دیویس - گرتا گرویگ– «فرانسس هال» در نقشِ فرانسیس هالیدی - جولیا لوئیس-درایفوس– «بحث کافیه» در نقش ایوا (حوا) - مریل استریپ– «اوت: اوسیج کانتی» در نقشِ ویولت وستون                                                                                        |
| بهترین اجرای برای نقش مکمل در فیلم- درام، موزیکال یا کمدی | |
| بهترین بازیگر نقش مکمل مرد | بهترین بازیگر نقش مکمل زن |
| - جرد لتو– «باشگاه خریداران دالاس» در نقشِ رِیون - برکات عبدی– «کاپیتان فیلیپس» در نقش «ابودالله موسی» - دانیل برول– «شتاب» درنقشِ «نیکی لاودا» - بردلی کوپر– «اخاذی آمریکایی» در نقشِ ریچی دیماسو - مایکل فاسبندر– «۱۲ دوازده سال یک برده» در نقشِ ادوین اپس                                             | - جنیفر لاورنس– «اخاذی آمریکایی» در تقشِ روزالین روسنفلید - سالی هاکینز– «یاسین آبی» در نقش گرینجر - لوپیتا نیونگو– «۱۲ دوازده سال یک برده» در نقشِ پَستی - جولیا رابرتز– «اوت: اوسیج کانتی» در نقشِ باربارا وستون-فوردهام - جون اسکوئیب– «نبراسکا» در نقش کیت گرانت                                                                                  |
| بهترین کارگردانی | بهترین فیلمنامه |
| - آلفونسو کائورون– «جاذبه» - استیو مکوئین– «۱۲ دوازده سال یک برده» - دیوید او راسل– «اخاذی آمریکایی» - پاول گرینگرس– «کاپیتان فیلیپس» - الکساندر پین– «نبراسکا» | - اسپایک جونز– «او» - جان رایدلی– «۱۲ دوازده سال یک برده» - اریک وارن سینگر و دیوید او راسل– «اخاذی آمریکایی» - باب نلسون؛ – «نبراسکا» - جف پوپ و استیو کوگن– «فیلومنا» |
| بهترین موسیقی متن | بهترین ترانه اورجینال |
| - الکس ابرت– «همه چیز از دسته‌رفته» - هانس زیمر– «۱۲ دوازده سال یک برده» - جان ویلیامز– «کتابِ دزد» - استیون پرایس– «جاذبه» - آلکس هفس– «ماندلا:راه طولانی به آزادی» | - "عشق ابتدایی" (یو۲ و دنجر ماوس) – «ماندلا: راه طولانی به آزادی» - "اطلس" (کلدپلی) – «عطش مبارزه: اشتعال» - "بزن بریم" (کریستین اندرسن-لوپز و رابرت لوپز) – «یخ‌زده» - «لطفاً آقای کندی» (اد راش، جرج کرومارتی، تی بون برنت، جاستین تیمبرلیک، جوئل و اتان کوئن) – «درون لوئلین دیویس» - «شیرین تر از داستان» (تیلور سویفت و جک آنتونوف)– «یک فرصت» |
| بهترین فیلم انیمیشن | بهترین فیلم غیر انگلیسی‌زبان |
| - «یخ‌زده» - «خانواده کرودها» - «من نفرت‌انگیز ۲» | - «زیبایی بزرگ» (ایتالیا) - «زندگی ادل» (فرانسه) - «شکار» (دانمارک) - «گذشته» (ایران) - «باد وزیدن گرفته» (ژاپن) |

#### فیلم‌هایی با چندین نامزدی
۱۶ فیلم زیر برای چندین بخش نامزد شده‌بودند:
| نامزدی‌ها | فیلم                       |
| -------- | -------------------------- |
| ۷        | دوازده سال یک برده         |
| ۷        | اخاذی آمریکایی             |
| ۵        | نبراسکا                    |
| ۴        | کاپیتان فیلیپس             |
| ۴        | چاذبه                      |
| ۳        | او                         |
| ۳        | درون لوئلین دیویس          |
| ۳        | ماندلا:راه طولانی به آزادی |
| ۳        | فیلومنا                    |
| ۲        | همه چیز از دست رفته        |
| ۲        | اوت: اوسیج کانتی           |
| ۲        | یاسمن آبی                  |
| ۲        | باشگاه خریداران دالاس      |
| ۲        | یخ‌زده                      |
| ۲        | شتاب                       |
| ۲        | گرگ وال استریت             |

### تلویزیون
| بهترین مجموعه | بهترین مجموعه |
| جایزه گلدن گلوب بهترین مجموعه تلویزیونی – درام | جایزه گلدن گلوب بهترین مجموعه تلویزیونی – کمدی یا موزیکال |
| --- | --- |
| - برکینگ بد - دانتون ابی - همسر خوب - خانه پوشالی - کارشناسان سکس | - بروکلین نه-نه - تئوری بیگ بنگ - دختران - خانواده امروزی - پارک‌ها و تفریحات |
| بهترین اجرا در مجموعه تلویزیونی - درام | |
| Actor | Actress |
| - برایان کرانستون – برکینگ بد در نقش والتر وایت - لیو شرایبر – ری داناوان در نقش ری داناوان - مایکل شین – کارشناسان سکس در نقش ویلیام مسترز - کوین اسپیسی – خانه پوشالی در نقش فرانک آندروود - جیمز اسپیدر – فهرست سیاه در نقش Raymond Reddington               | - رابین رایت – خانه پوشالی در نقش کلر آندروود - جولیانا مارگولیس – همسر خوب در نقش Alicia Florrick - تاتیانا مازلانی – Orphan Black در نقش various characters - تیلور شیلینگ – نارنجی مد جدید است در نقش Piper Chapman - کری واشینگتن – رسوایی در نقش Olivia Pope                               |
| بهترین اجرا در مجموعه تلویزیونی - موزیکال یا کمدی | |
| Actor | Actress |
| - اندی سمبرگ – بروکلین نه-نه در نقش Jake Peralta - جیسون بیتمن – پرورش شکست‌خورده در نقش Michael Bluth - دان چیدل – House of Lies در نقش Marty Kaan - مایکل جی فاکس – The Michael J. Fox Show در نقش Mike Henry - جیمز پارسونز – تئوری بیگ بنگ در نقش شلدون کوپر | - ایمی پولر – پارک‌ها و تفریحات در نقش Leslie Knope - زویی دشانل – دختر جدید در نقش Jessica "Jess" Day - لینا دانم – دختران در نقش Hannah Horvath - ادی فالکو – Nurse Jackie در نقش Jackie Peyton - جولیا لوئی-درایفوس – معاون رئیس‌جمهور در نقش Vice President Selina Meyer                      |
| Best Performance in a Miniseries or Television Film | |
| جایزه گلدن گلوب بهترین بازیگر مرد مینی‌سریال یا فیلم تلویزیونی | بازیگر نقش زن |
| - مایکل داگلاس – پشت چلچراغ در نقش لیبراچی - مت دیمون – پشت چلچراغ در نقش Scott Thorson - چویتل اجیوفور – Dancing on the Edge در نقش Louis Lester - ادریس البا – لوتر در نقش John Luther - آل پاچینو – فیل اسپکتور در نقش فیل اسپکتور                           | - الیزابت ماس – بالای دریاچه در نقش Det. Robin Griffin - هلنا بونهام کارتر – Burton & Taylor در نقش الیزابت تیلور - ربکا فرگوسن – The White Queen در نقش الیزابت وودویل - جسیکا لنگ – داستان ترسناک آمریکایی: محفل در نقش فیونا گود - هلن میرن – فیل اسپکتور در نقش Linda Kenney Baden          |
| Best Supporting Performance in a Series, Miniseries, or Television Film | |
| جایزه گلدن گلوب بهترین بازیگر نقش مکمل مرد – سریال، سریال کوتاه یا فیلم تلویزیونی | Supporting Actress |
| - جان ویت – ری داناوان as Mickey Donovan - جاش چارلز – همسر خوب as Will Gardner - راب لو – پشت چلچراغ as Dr. Jack Startz - آرون پال – برکینگ بد در نقش جسی پینکمن - کوری استول – خانه پوشالی در نقش Peter Russo                                                 | - ژاکلین بیست – Dancing on the Edge در نقش Lady Livinia Cremone - جانت مک‌تیر – The White Queen در نقش Jacquetta of Luxembourg - هیدن پنیتیر – نشویل در نقش Juliette Barnes - مونیکا پاتر – Parenthood در نقش Kristina Braverman - سوفیا ورگارا – خانواده امروزی در نقش Gloria Delgado-Pritchett |
| جایزه گلدن گلوب بهترین مجموعه تلویزیونی کوتاه یا فیلم تلویزیونی | |
| - پشت چلچراغ - داستان ترسناک آمریکایی: محفل - Dancing on the Edge - بالای دریاچه - The White Queen | |